# Хановей
Ханове́й — посёлок в городском округе Воркута Республики Коми и станция Северной железной дороги на железнодорожном перегоне Воркута — Печора в 31 км от города Воркуты. Название посёлка с ненецкого языка переводится как «сокол», «ястреб».
Расположен на берегу реки Воркута.
С 1949 по 1966 год имел статус посёлка городского типа.
Здесь живут и работают воркутинские железнодорожники, вахтовым методом.

## Население
| 1959 | 2010 |
| ---- | ---- |
| 3134 | ↘4   |

## Станция
Вокзал станции представляет собой одноэтажное деревянное здание. Есть также двухэтажное здание. От станции отходит ветка на посёлок Мульду, где находится ЦОФ.